# Баррелл, Питер, 1-й барон Гвидир
Пи́тер Ба́ррелл, 1-й баро́н Гвиди́р (англ. Peter Burrell, 1st Baron Gwydyr; 16 июня 1754 — 29 июня 1820) — британский аристократ, лорд великий камергер (1780—1820), 1-й барон Гвидир (1796—1820).

## Биография
Питер Баррелл был единственным сыном из пяти детей в семье Питера Баррелла и его супруги Элизабет Льюис, дочери Джона Льюиса из Хакни. Получил образование в Итонском колледже, а затем поступил в Колледж Святого Иоанна, который также окончил.
В 1776 году Баррелл был избран в парламент Великобритании от округа Хаслемер (Суррей), а с 1782 по 1796 год был членом парламента Великобритании от Бостона (Линкольншир). Баррелл принимал активное участие в составлении нескольких законопроектов, а также выступал против мирных переговоров с колониями, где шла Война за независимость.
В 1780 году был назначен на должность лорда великого камергера, должность которого он носил до конца жизни. С 1787 по 1790 год играл в крикет, был одним из основателей клуба Мэрилебон.
16 июня 1796 года Баррел был возведён в пэрское достоинство, получив титул барона Гвидир.
Скончался 29 июня 1820 года в возрасте 66 лет, наследником титула стал старший сын Питер Драммонд-Баррелл.

## Семья
23 февраля 1779 года в возрасте 24 лет женился на Присицлле Берти, дочери Перегрина Берти, 3-го герцога Анкастер и Кестевен и его второй супруги Мэри Пантон. В 1780 году она стала баронессой Уиллоуби де Эрзби. У супругов было четверо детей: Питер (1782—1865), Линдси (1786—1848), Уильям (1788—1852) и Элизабет (1793—1879).